# Вправна верхова їзда
«Впра́вна верхова́ їзда́» (порт. Bem cavalgar) — португальський підручник XV століття. Присвячений верховій їзді та мистецтву лицарського турніру. Написаний 1438 року старою португальським королем Дуарте. Один із найстаріших середньовічних навчальних посібників з теми, що збереглися. Складається з трьох частин: про волю, про силу і 16 рекомендацій вершникам-експертам (з яких завершено лише 7). Рукописний оригінал вміщений у книгу з іншим твором короля «Вірний радник», що зберігається у Національній бібліотеці Франції. Вперше опублікований 1842 року у Парижі на основі паризького рукопису. Цінна пам'ятка португальської пізньосередньовічної літератури.

## Назва
- «Вправна верхова їзда» (порт. Bem cavalgar) — скорочена назва.
- «Навчальна книга з вправної верхової їзди на будь-якому сідлі» (порт. Livro da Ensinança de Bem Cavalgar Toda Sela) — повна назва.
- «Мистецтво верхової їзди у будь-якому сідлі» (англ. The Art of Riding in Every Saddle) — англійська перекладна назва.

## Рукопис
- Duarte I er, roi du Portugal. Leal Consselheiro, Livro da enssynança de bem cavalgar toda sela [Архівовано 27 березня 2019 у Wayback Machine.] (Biblioteca Nacional de França: Département des manuscrits. Portugais 5).

## Видання
- Duarte de Portugal. Leal consselheiro. Lisboa: Editora Rollandiana, 1843.  [Архівовано 27 березня 2019 у Wayback Machine.]
- Livro da Ensinança de Bem Cavalgar Toda Sela que fez Elrey Dom Eduarte de Portugal e do Algarve e Senhor de Ceuta. ed. Piel Joseph M. Lisbon, 1944.

## Переклади
- The Royal Book of Jousting, Horsemanship and Knightly Combat. trans. Preto, Antonio Franco. The Chivalry Bookshelf, 2005.